# Šitbořice
Šitbořice (německy Schüttboritz) jsou obec v okrese Břeclav v Jihomoravském kraji. Leží 25 kilometrů jihovýchodně od Brna. Žije zde přibližně 2 100 obyvatel.

## Název
Jméno vesnice na počátku znělo Ješutbořici a bylo odvozeno od osobního jména Ješutbor (jehož složkami jsou jěšutný - "marnivý, marný" a brati - "bojovat"). Místní jméno bylo zprvu označením obyvatel vsi a znamenalo "Ješutborovi lidé". Předložkový výraz v Ješutbořicích byl přehodnocen na ve Šutbořicích, čímž vznikl tvar Šutbořice, hlásková změna u > i po měkkých souhláskách je pravidelná.
Podoby jména v písemných pramenech: Sdeboric (1255), Schutwaricz (1317), Sutborzicz (1368), Jessdeborsicz (1373), v Šitbořicích (1412), Šidbořicích (1437), z Ssytboržicz (1480), Schittboržitz (1718), Schüttboržitz (1720), Schitboržitz (1751), Schuettboržitz a Ssittbořice (1846), Schüttborzitz a Šitbořice (1872), Šitbořice (1924).

## Historie
Podle vykopávek v trati Padělky byl prostor dnešních Šitbořic osídlen již v neolitu. V trati Staré hory bylo objeveno pohřebiště z 9. století. První písemná zmínka o vesnici pochází z roku 1255, kdy nad farou držel patronát klášter v Rajhradu. Původně se nazývala Ješutbořice podle legendárního zakladatele vladyky Ješutbora. Ze 13. století vznikla na vrchu Hradisko tvrz, vlastněná pány z Deblína a Lomnice, od roku 1368 pány z Dambořic. Zanikla zřejmě kolem roku 1460 za česko-uherských válek. Od 18. století patřila obec klášteru sv. Anny v Brně. V roce 1824 byla připojena k panství Klobouky. Od roku 1898 funguje hasičský spolek. Obec byla velmi poničena v dubnu 1945, kdy zde Wehrmacht sváděl urputné ústupové boje (Bratislavsko-brněnská operace).
Šitbořice byly zvoleny Vesnicí roku okresu Břeclav 1998 a 2001, dostaly bílou stuhu za práci s mládeží.

## Život v obci
Šitbořice jsou významnou vinařskou obcí, vinice se nacházejí v tratích Stará Hora, Rozdíly, Torhety, Odměry, Ostudy (název pochází od úzké cesty, z níž vůz často vyjel do pole a udělal tam ostudu). Nejčastějšími odrůdami jsou sauvignon, veltlínské zelené a neuburské. Vinné sklepy návštěvník najde v lokalitách Hradisko, Žleby, Karpaty, Na pětince a Ve Svatojánku, turistickým zájezdům je určen družstevní Sklep Maryša. Šitbořickým rodákem je vinařský odborník Antonín Konečný, autor knihy Vinařem v Africe i leckde jinde.
Ve 21. století je hlavním zaměstnavatelem akciová společnost Zemax, která vznikla transformací místního JZD, mnoho šitbořských občanů dojíždí díky poměrně dobrému spojení za prací do Brna. Šitbořice mají tradičně nízkou míru nezaměstnanosti v rámci okresu. Je zde cihelna, která dodává velmi kvalitní klasické cihly na spárované zdivo. Ty mají typicky nažloutlou barvu. V obci sídlí také První chodský pivovárek na Moravě, který vaří pivo značky Kulak.
V obci vychází zpravodaj Štengaráček. Oddíl kolové Sokol Šitbořice každoročně pořádá Turnaj mistrů světa v kolové.
V katastru obce se nachází sirný pramen Štengar, jeho název se odvozuje z německého výrazu stinken — páchnout. Voda z pramene léčí revmatismus a kožní choroby. Při cestě na Těšany na místě zvaném U svatého Petra je studánka, u které podle pověsti straší duch utopeného sedláka.

## Obyvatelstvo
Podle sčítání 1930 zde žilo v 389 domech 1851 obyvatel, z nichž se 1847 hlásilo k československé národnosti. Žilo zde 1837 římských katolíků, 5 evangelíků a 3 židé.

### Struktura
Vývoj počtu obyvatel za celou obec i za jeho jednotlivé části uvádí tabulka níže, ve které se zobrazuje i příslušnost jednotlivých částí k obci či následné odtržení.
| Místní části   | Místní části   | 1869  | 1880  | 1890  | 1900  | 1910  | 1921  | 1930  | 1950  | 1961  | 1970  | 1980  | 1991  | 2001  | 2011  | 2021  |
| -------------- | -------------- | ----- | ----- | ----- | ----- | ----- | ----- | ----- | ----- | ----- | ----- | ----- | ----- | ----- | ----- | ----- |
| Počet obyvatel | část Šitbořice | 1 162 | 1 341 | 1 379 | 1 458 | 1 598 | 1 627 | 1 851 | 1 833 | 2 057 | 2 044 | 2 009 | 1 927 | 1 953 | 1 916 | 2 061 |
| Počet domů     | část Šitbořice | 248   | 272   | 284   | 304   | 315   | 320   | 389   | 404   | 437   | 461   | 466   | 550   | 559   | 561   | 626   |

## Obecní správa

### Obecní symboly
Znak a vlajka byly obci uděleny rozhodnutím předsedy Poslanecké sněmovny Parlamentu České republiky dne 21. června 1999. Ve znaku obce je žlutý džbán zvaný plucar, který odkazuje na místní léčivou vodu, černé křídlo z erbu pánů z Lomnice a vinný hrozen.

## Pamětihodnosti
- Socha svatého Jana Nepomuckého z roku 1759.
- Gotický kostel sv. Mikuláše z 15. století byl v roce 1909 zbořen z důvodů nevyhovující statiky. Na stejném místě byl v letech 1910 až 1911 vystavěn nový kostel v historizujícím slohu inspirovaném architekturou románskou. Vysvěcení nového kostela proběhlo v roce 1913 v den slavnosti svatého Václava, a opět byl zasvěcen svatému Mikuláši
- sirný pramen Štengar a místní lázně

## Osobnosti
- Metoděj Janíček (1862–1940), učitel a hudební skladatel
- Rudolf Manoušek starší (1881–1951), zvonař, v roce 1947 odlil zvony pro šitbořický kostel svatého Mikuláše.
- Josef Konečný (* 1889), člen Československých legií v Rusku a 6. střeleckého pluku "Hanáckého". [13]
- Vilém Viktorin (1892–1981), katolický kněz
- Vilém Tocháček (1893–1941), mlynář, oběť nacismu.[14]
- Antonín Juvenál Valíček (1919–2001), katolický kněz, kapucín, překladatel duchovní literatury[15]
- Josef Stejskal (1922–2014), katolický kněz
- Antonín Konečný (1923–2006), odborník na vinařství a vinohradnictví. Syn legionáře Josefa Konečného.[13][16]
- Josef Vozdecký (* 1945), politik a podnikatel
- Václav Nečas (* 1946), řezbář, myslivec, Mistr v tvorbě mysliveckých motivů [17]
- Jiřina Kulíšková (* 1947), výtvarnice, autorka tapiserií.[18][19]
- Josef Zelinka (* 1948), učitel, výtvarník, řezbář, vinař a heraldik.[20]
- Světlana Kulíšková – Ruggierová (* 1970), výtvarnice, věnuje se technice Art protis. Dcera výtvarnice Jiřiny Kulíškové.[18][21]
- Jaroslav Navrátil (* 1991), fotbalista
- Marek Topolář, fotograf a reprezentant ČR v kolové. Držitel bronzu z Mistrovství Evropy juniorů 2012 v Gentu s Filipem Zahálkou ze Svitávky.[22]
- Martin Drabálek (* 2000) hráč kolové, nejlepší sálový cyklista roku 2016 (se spoluhráčem Filipem Váňou), držitel bronzu z ME juniorů 2016 ve švýcarském Baaru s Filipem Váňou ze Zlína.[23]

## Galerie

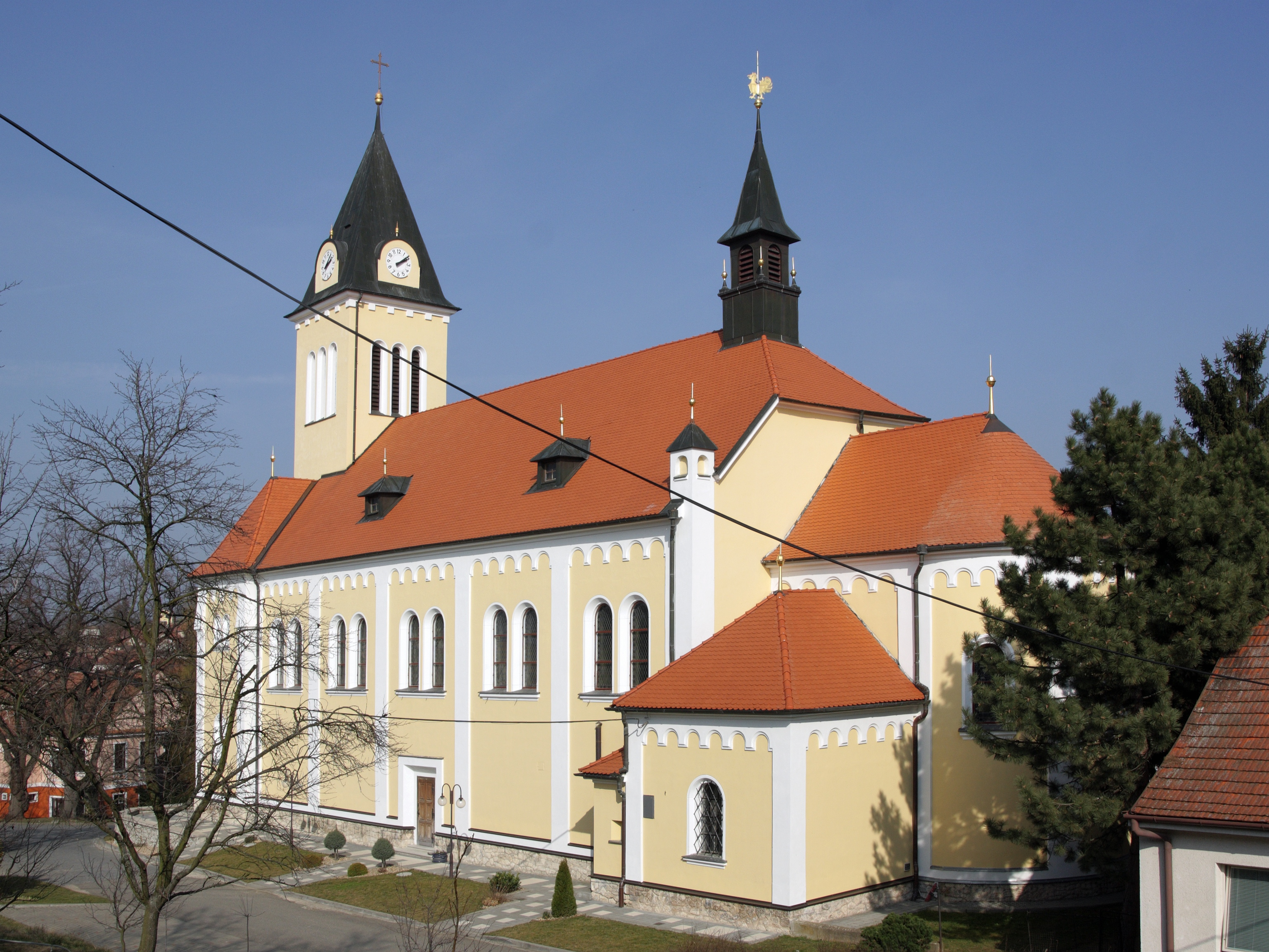
Kostel sv. Mikuláše
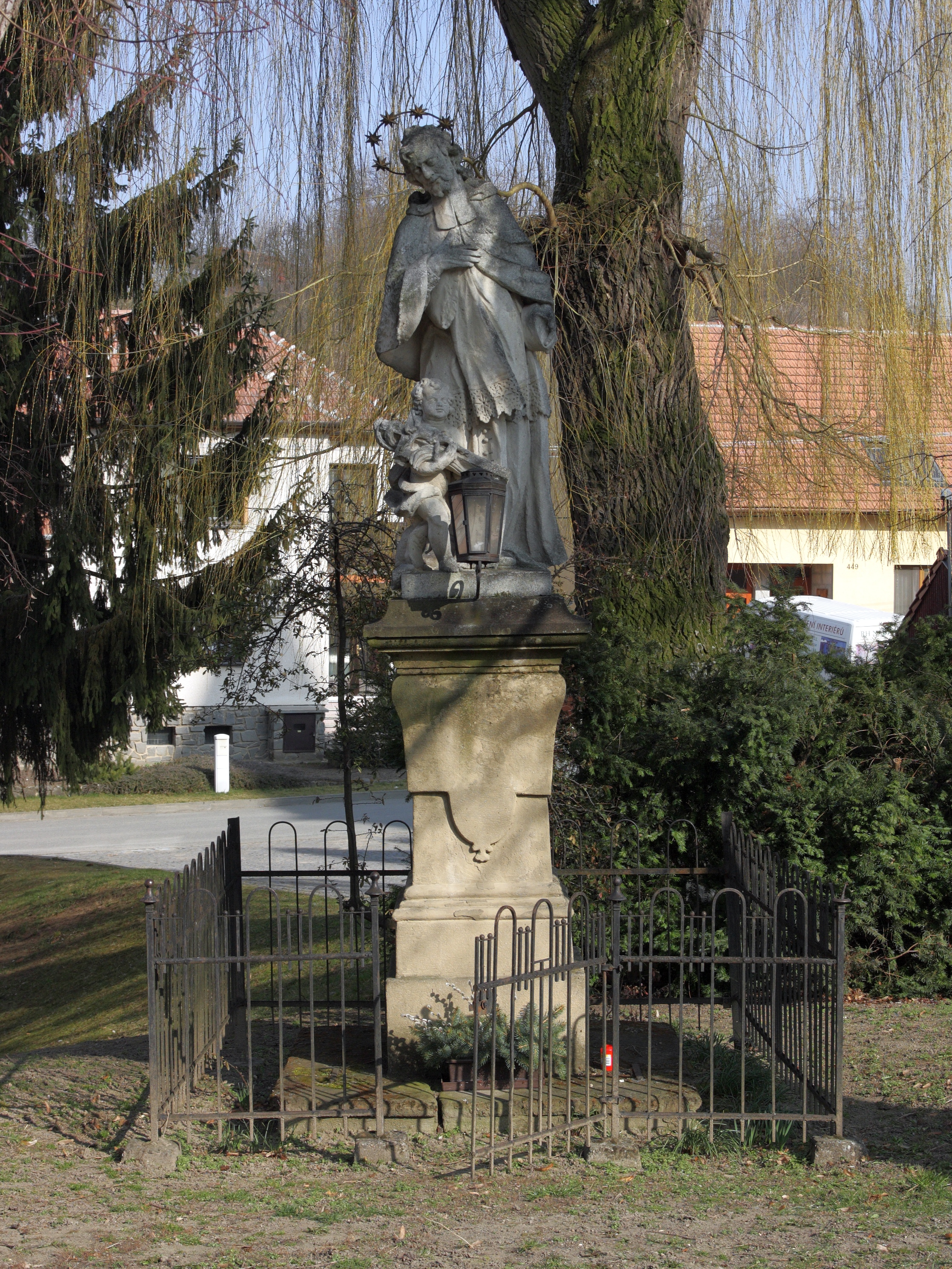
Socha sv. Jana Nepomuckého
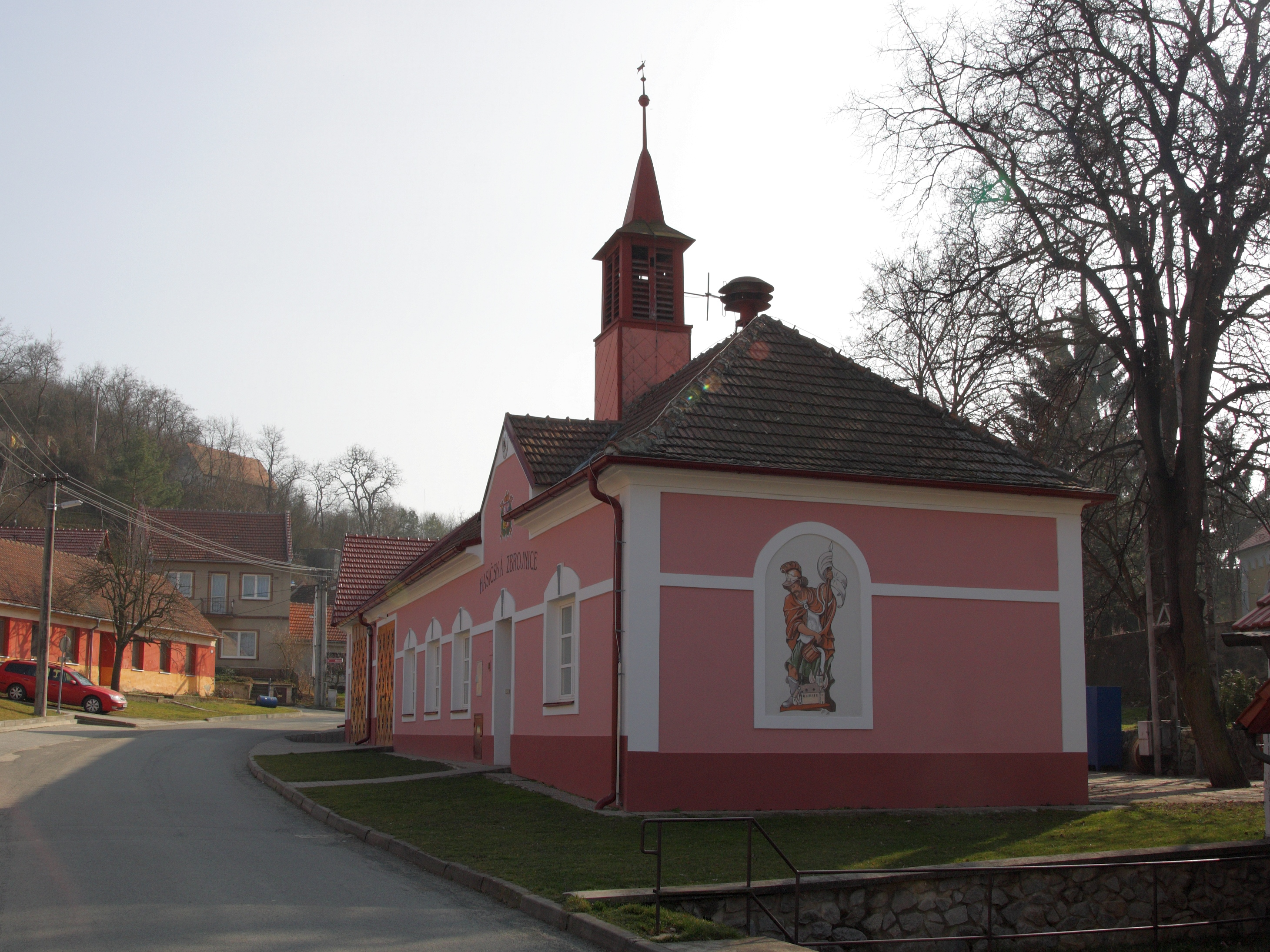
Hasičská zbrojnice
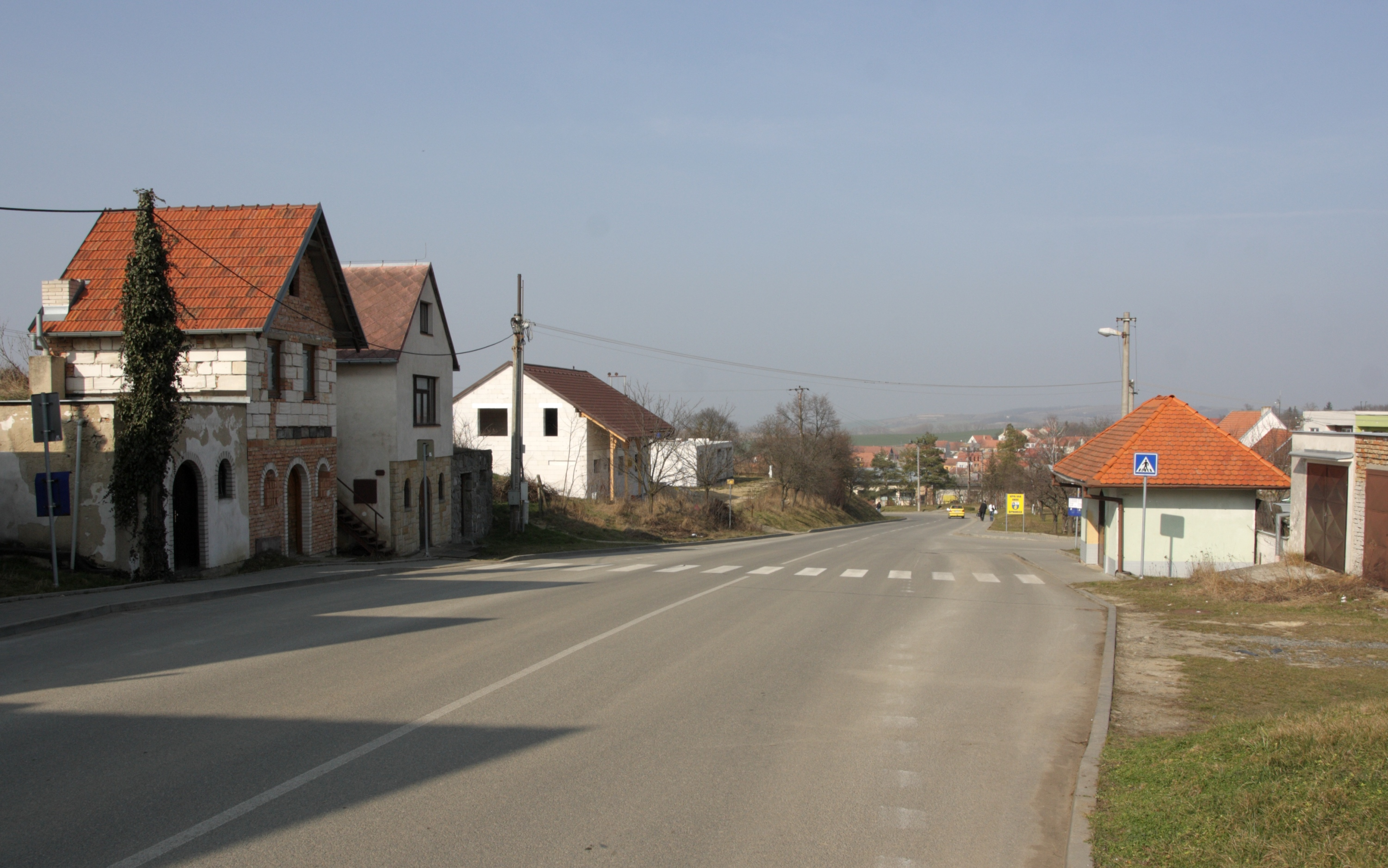
Divácká ulice